# هیروماسا سوگوری
هیروماسا سوگوری (انگلیسی: Hiromasa Suguri؛ زادهٔ ۲۹ ژوئیهٔ ۱۹۷۶) بازیکن فوتبال اهل ژاپن است.
از باشگاه‌هایی که در آن بازی کرده‌است می‌توان به باشگاه فوتبال توکیو وردی، باشگاه فوتبال کونسادول ساپورو، باشگاه فوتبال آویسپا فوکوئوکا، و باشگاه فوتبال ساگان توسو اشاره کرد.